# Сунь Жибо
Сунь Жибо (зустрічається написання Сунь Рибо) кит.: 孙 日波; 18 грудня 1976) — китайська біатлоністка, призерка чемпіонату світу з біатлону, учасниця 3-х Олімпійських ігор, учасниця та призерка етапів Кубка світу з біатлону.

## Виступи на Олімпійських іграх
| Рік  | Міце проведення | Інд | Спр | Пр  | МС | Ест |
| 1998 | Наґано          | 21  | 39  |     |    | 7   |
| 2002 | Солт-Лейк-Сіті  | 15  | 57  | DNS |    | 13  |
| 2006 | Турин           |     | 21  | 22  | 22 | 9   |

## Виступи на чемпіонатах світу
| Рік  | Місце проведення | Інд | Спр | Пр  | МС | Ест | ЗМ |
| 1995 | Антхольц         | 74  |     |     |    | 10  |    |
| 1997 | Брезно-Осрбліє   | 64  | 56  |     |    | 13  |    |
| 2000 | Осло             | 50  | 53  | LAP |    | LAP |    |
| 2003 | Ханти-Мансійськ  | 58  | 12  | 23  | 30 | 9   |    |
| 2005 | Гохфільцен       | 2   |     |     | 15 | 11  |    |

## Кар'єра в Кубку світу
- Дебют в кубку світу — 16 лютого 1995 року в індивідуальній гонці в Антхольці — 74 місце.
- Перше попадання в залікову зону — 9 лютого 1998 року в індивідуальній гонці в Нагано — 21 місце.
- Перший подіум — 9 березня 1997 року в естафеті в Нагано — 3 місце.
- Перший особистий подіум — 8 березня 2005 року в індивідуальній гонці в Гохфільцені — 2 місце.

## Загальний залік Кубку світу
- 1997–1998 — 77-е місце
- 2001–2002 — 54-е місце (36 очок)
- 2002–2003 — 46-е місце (31 очко)
- 2004–2005 — 40-е місце (102 очки)
- 2005–2006 — 44-е місце (61 очко)

## Статистика стрільби
| № п/п | Сезон     | Загальна        | Індивідуальна гонка | Спринт        | Гонка переслідування | Мас-старт     | Естафета      |
| ----- | --------- | --------------- | ------------------- | ------------- | -------------------- | ------------- | ------------- |
| 1     | 1998-1999 | 77,8% (133/171) | 67,5% (27/40)       | 87,5% (35/40) | 76,3% (61/80)        | 0,0% (0/0)    | 90,9% (10/11) |
| 2     | 1999-2000 | 75,7% (131/173) | 62,5% (25/40)       | 73,3% (44/60) | 86,7% (52/60)        | 0,0% (0/0)    | 76,9% (10/13) |
| 3     | 2001-2002 | 78,4% (192/245) | 80,0% (48/60)       | 77,5% (31/40) | 78,8% (63/80)        | 0,0% (0/0)    | 76,9% (50/65) |
| 4     | 2002-2003 | 77,8% (151/194) | 77,5% (31/40)       | 92,5% (37/40) | 76,3% (61/80)        | 65,0% (13/20) | 64,3% (9/14)  |
| 5     | 2004-2005 | 74,9% (140/187) | 75,0% (30/40)       | 72,5% (29/40) | 77,5% (31/40)        | 75,0% (30/40) | 74,1% (20/27) |
| 6     | 2005-2006 | 68,3% (185/271) | 75,0% (30/40)       | 71,4% (50/70) | 67,5% (54/80)        | 65,0% (13/20) | 62,3% (38/61) |